# Andria (Machiavelli)
Andria è una commedia scritta tra il 1517 e il 1520 da Niccolò Machiavelli, ispiratosi al modello di Publio Terenzio Afro il quale a suo volta si era rifatto da un originale del greco Menandro. La commedia, mai rappresentata quando Machiavelli era ancora in vita, trae spunto dalla trama di quella di Terenzio, tranne alcuni particolari aggiunti da Machiavelli per adattarla alle esigenze del pubblico fiorentino del 1500, in pieno Rinascimento.

## Trama
Con grande desiderio del padre e dell'amico Cremete, Panfilo deve sposarsi con Miside, ma questi ha una relazione segreta con un'altra di nome Lesbia la quale è ritenuta sorella di Misis che aspetta un figlio. Simone, il padre di Panfilo, scopre la relazione, dopo la morte della ragazza e si appresta ad anticipare le nozze il più presto possibile. Tuttavia il fidanzato cornificato della ragazza, fingendo di acconsentire anche lui alle nozze, ha un ripensamento e minaccia di far abbattere una catastrofe sulla famiglia di Simone.
La matassa s'interseca ancora di più quando giunge un nuovo personaggio che riconosce nella promessa sposa la figlia dell'amico Cremete, creduta dispersa in un naufragio. Contro le aspettative di Simone, Panfilo sposa la sua amante, mentre un suo amico di nome Carino si sposa Miside.

## Rappresentazioni
La Compagnia del Teatro Popolare ha portato in scena la commedia al Teatro Olimpico di Vicenza (dall'8 settembre 1979), al Teatro Argentina di Roma (dall'11 dicembre 1979), al Piccolo Teatro di Milano (dall'11 febbraio 1980), per la regia di Marco Bernardi, scene e costumi di Roberto Francia, musiche di Giancarlo Chiaramello; interpreti: Aldo Reggiani (Davo), Piero Nuti (Simo), Adriana Innocenti (Miside), Giulio Pizzirani (Panfilo).